# Chlorobistus macroelytron
Chlorobistus macroelytron är en insektsart som beskrevs av Bragg 200. Chlorobistus macroelytron ingår i släktet Chlorobistus och familjen Aschiphasmatidae. Inga underarter finns listade i Catalogue of Life.